# Humbaba

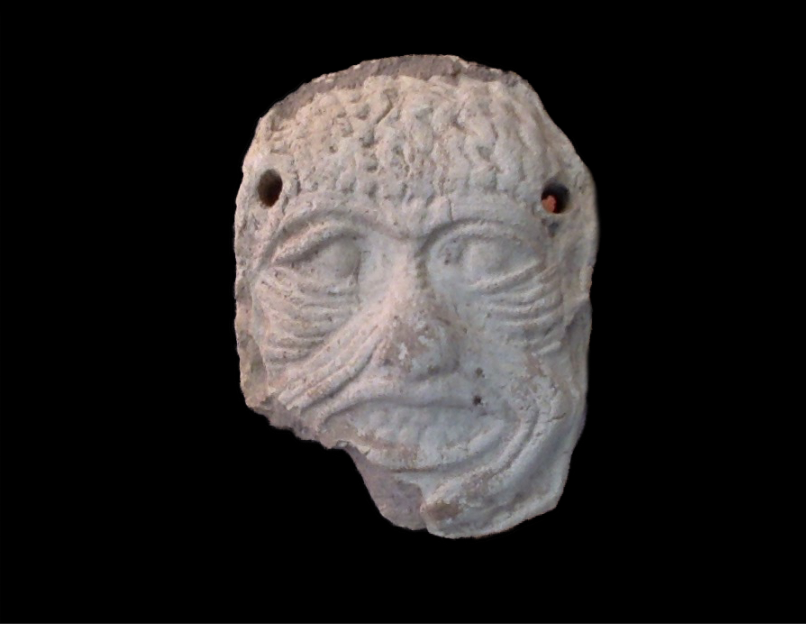
Le démon Humbaba, gardien de la forêt des Cèdres. Plaquette en terre cuite d'époque amorrite du IIe millénaire avant J.-C. (collection privée).

Dans la mythologie mésopotamienne, Humbaba, ou Huwawa (en sumérien), est le géant démon gardien de la Forêt des Cèdres où vivent les dieux. Cette charge lui a été confiée par le dieu du vent et de la grande montagne Enlil. Son aspect effrayant et des armes surnaturelles, sept fulgurances dans la version ancienne de l’Épopée de Gilgamesh ou sept manteaux magiques dans la version ninivite, permettaient de faire fuir les autres démons.

## Mythologie

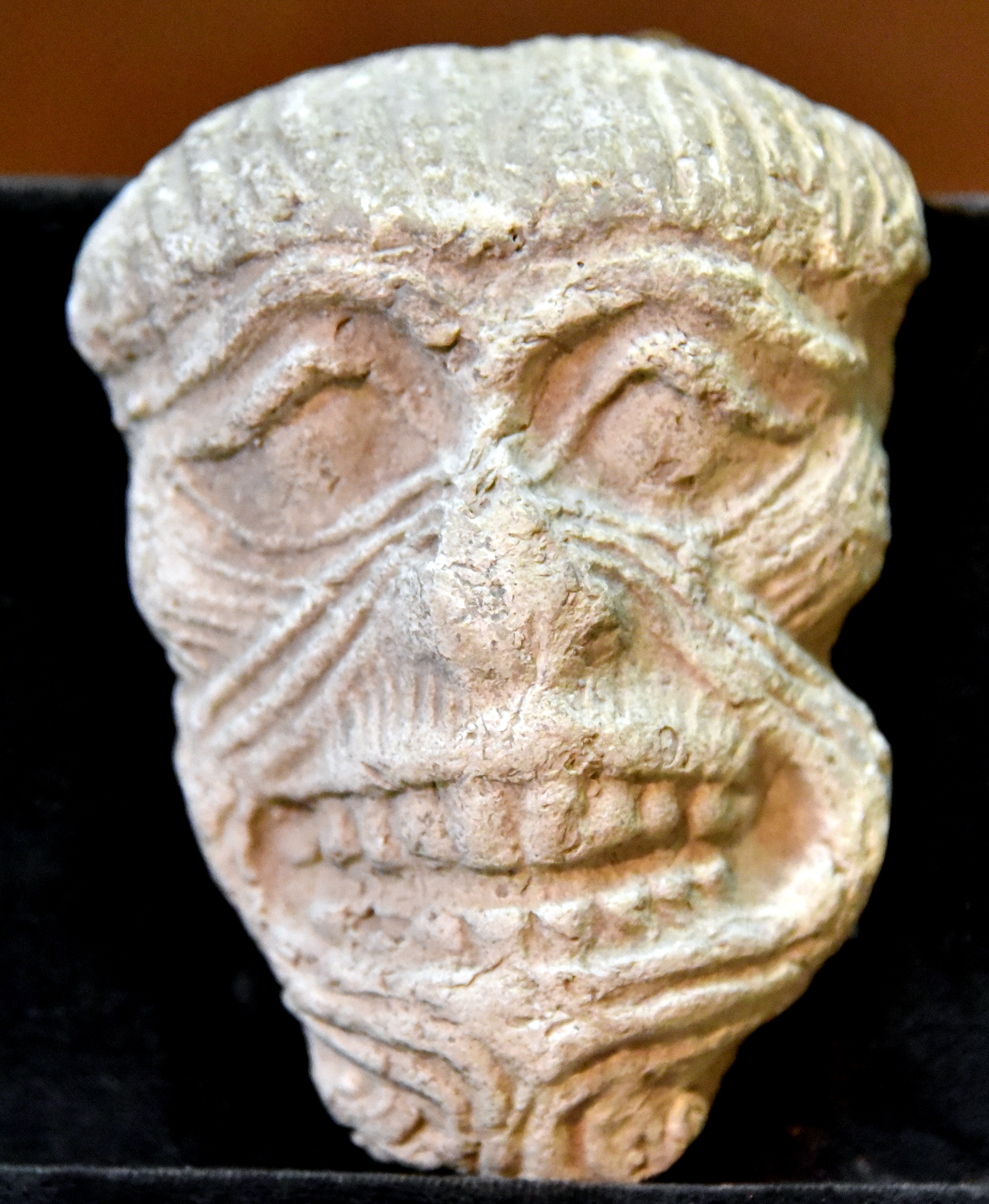
Masque de Humbaba (Huwawa). Terre cuite. Ur, Irak. Période paléo-babylonienne 2004-1595 AEC. Musée Slemani, Irak

Il se pourrait que la figure d'Humbaba soit directement inspirée du dieu élamite Humban, le pays dont il est le gardien correspondant assez bien au territoire d'Élam (pays montagneux situé à l'est et parsemé de résineux). Comme pour le démon Pazuzu, l'image de Humbaba était diffusée sous forme d'amulettes protectrices. Le visage d'Humbaba pourrait avoir inspiré les Gorgones de la Grèce antique.

### Épopée de Gilgamesh
Une version en sumérien de cet épisode existe avant la rédaction de l’Épopée de Gilgamesh, Gilgamesh et Huwawa, connu par deux versions, A et B.
Durant l'un des épisodes de l'Épopée de Gilgamesh, Gilgamesh accompagné d'Enkidu s'aventure dans la forêt des Cèdres pour tuer Humbaba. Alerté par leur présence, Humbaba se présente à eux. Il semble connaître ses deux assaillants et tente de les dissuader. Enkidu prend peur mais Gilgamesh l'affronte. Ils sont aidés dans leur combat par le dieu Shamash. Vaincu, Humbaba implore Gilgamesh de lui laisser la vie sauve, mais Enkidu le presse de l'achever, ce que fait Gilgamesh, juste après qu'Humbaba ait le temps de marmonner un dernier sort. Les deux vainqueurs retournent à Nippur avec le plus grand cèdre de la forêt et la tête d'Humbaba.
La mort de Humbaba et celle du taureau céleste envoyé par Ishtar auront pour conséquence d'attirer la colère des dieux sur les deux héros, particulièrement sur Enkidu : subitement frappé de langueur, il meurt peu après le retour à Uruk.

## Autres noms
- Humbaba (Akkadien, Babylonien sumérien)
- Hubaba (Élamite)
- Hum-ba, Humhum, Huwawa

## À la télévision
- Histoire avec Gilgamesh citée dans American Dad!, saison 12, épisode 7 (Ninety North, Zero West)

## Dans les jeux vidéo
- Final Fantasy VI, un des boss du jeu se fait appeler « Phunbaba », on le rencontre après la « destruction » des continents.
- Final Fantasy X-2 où Humbaba représente une sorte de minotaure géant dans la plaine de la foudre. On l'appelle aussi Béhémoth.
- Final Fantasy XIII où Humbaba est l'espèce la plus puissante des Béhémoths.
- The Legend of Zelda: Twilight Princess où Humbaba est un squelette d'une sorte de dragon ressuscité.